# Это сладкое слово — свобода!
«Это сладкое слово — свобода!» — политический детектив режиссёра Витаутаса Жалакявичюса. Снят по сценарию Валентина Ежова и Витаутаса Жалакявичуса киностудией «Мосфильм» при участии Литовской киностудии. Натурные съёмки проходили в Чили незадолго до настоящего военного переворота. В основу сюжета положены реальные события: побег в 1967 году трех политзаключённых-коммунистов — Гильермо Понсе, Помпейо Маркеса и Теодоро Петкова — из тюрьмы Сан-Карлос в Венесуэле.

## Сюжет
В неназванной латиноамериканской стране после переворота к власти приходят военные. На улицы выведена военная техника, мирное население подвергается жёсткому террору. Прокатывается волна арестов, в заключении оказываются бывшие сенаторы — либералы и коммунисты.
Находящиеся в подполье патриоты разрабатывают план их освобождения. На имя Франсиско и Марии Вардес покупается небольшая лавочка напротив тюрьмы. Из её подвала решено скрытно проложить 90-метровый тоннель к территории тюрьмы.
Три года неимоверных усилий протестной борьбы с военным режимом, смертей и нервных срывов не проходят бесследно. Узники бегут, но уже на свободе не выдерживает сердце старшего из них, сенатора Мигеля Карреры. Он умирает накануне встречи с журналистами на одной из конспиративных квартир…

## В ролях
- Регимантас Адомайтис — Франсиско «Панчо» Вардес
- Ирина Мирошниченко — Мария
- Ион Унгуряну — Альберто Рамирес, сенатор-коммунист
- Бронюс Бабкаускас — Мигель Каррера, сенатор (озвучивает Валентин Гафт)
- Юозас Будрайтис — Фелисио, шантажист (озвучивает Валентин Никулин)
- Лоренц Арушанян — Вальтер Конде, сенатор
- Михай Волонтир — Карлос Каро
- Родион Нахапетов — Бенедикто
- Саят Алиева — Натача, дочь Марии
- М. Моран Суарес — Мануэль (озвучивает Константин Райкин)
- Леон Кукулян — Лопес
- Боб Цымба — капитан Рада
- Кима Мамедова — сеньора Рада
- Эльдар Алиев — лейтенант Курильо
- Джемма Фирсова — Эллен Каррера
- Равиль Меликов — Нельсон Айя
- Ф. Исаев — Ахилес, работник лавки Франсиско
- Витаутас Паукште — тюремный врач
- Э. Васкес — сержант Арриечи
- Семён Соколовский — Антонио Морреа Бенитес, генерал-министр
- Расим Балаев — один из расстрелянных патриотов
- Альгимантас Масюлис — Перес, хозяин угнанной машины
- Елена Ханга — эпизод
- Георгий Чепчян — эпизод

## Съёмочная группа
- Сценаристы: Валентин Ежов, Витаутас Жалакявичюс
- Режиссёр-постановщик: Витаутас Жалакявичюс
- Оператор-постановщик: Владимир Нахабцев
- Композитор и дирижёр: Вячеслав Овчинников
- Художник-постановщик: Леван Шенгелия
- Декорации: Леван Шенгелия
- Художники:
  - В. Калинаускас
  - Г. Кошелев
  - М. Шенгелия
  - С. Агоян
- Костюмы: Т. Вадецкая
- Звукооператор: И. Майоров
- Режиссёр: А. Шир-Ахмедова
- Операторы:
  - Б. Кочеров
  - Б. Алисов
- Грим:
  - Л. Савинкова
  - К. Гамель
- Монтаж: З. Верёвкина
- Комбинированные съёмки:
  - оператор: Г. Зайцев
  - художник: С. Мухин
- Ассистенты режиссёра:
  - В. Якунас
  - Т. Жидкова
- Мастер по свету: М. Вайсман
- Ассистент звукооператора: А. Погосян
- Консультант: И. Ершов
- Редактор: Л. Шмуглякова
- Директора картины:
  - В. Маслов
  - К. Стенькин

## Награды
- 1973 — Золотой приз VIII Московского кинофестиваля
- 1974 — вторая премия МКФ в Роттердаме
- 1974 — вторая премия МКФ в Антверпене

## Факты
- Съемки проходили в Баку, Ялте[2][3], в Чили, на «Мосфильме»[4]
- Исполнительница главной роли Ирина Мирошниченко после съемок фильма развелась со своим мужем драматургом Михаилом Шатровым и вышла замуж за режиссёра фильма Витаутаса Жалакявичуса. Спустя несколько месяцев они развелись[5].
- Мирошниченко специально для этой роли покрасила волосы в чёрный цвет, в остальных своих фильмах она блондинка[5].